# Папагалова конюга
Папагалова конюга (Aethia psittacula) е вид птица от семейство Кайрови (Alcidae). Видът е незастрашен от изчезване.

## Разпространение
Разпространен е в Канада, Япония, Русия и САЩ.